# Dichotomius monstrosus
Dichotomius monstrosus là một loài bọ cánh cứng trong họ Bọ hung (Scarabaeidae).